# Munții Gramos
Gramos (în greacă Γράμος / Γράμμος, în albaneză Gramoz / Mali i Gramozit, în aromână Gramosta / Gramusta/  Yramos / Yramustea) este un lanț muntos situat la granița dintre Albania și Grecia. Parte a lanțului muntos Pindus, cel mai înalt vârf al său, Maja e Çukapeçit, se ridică la o altitudine de 2.523 m (8.278 ft).

## Geografie

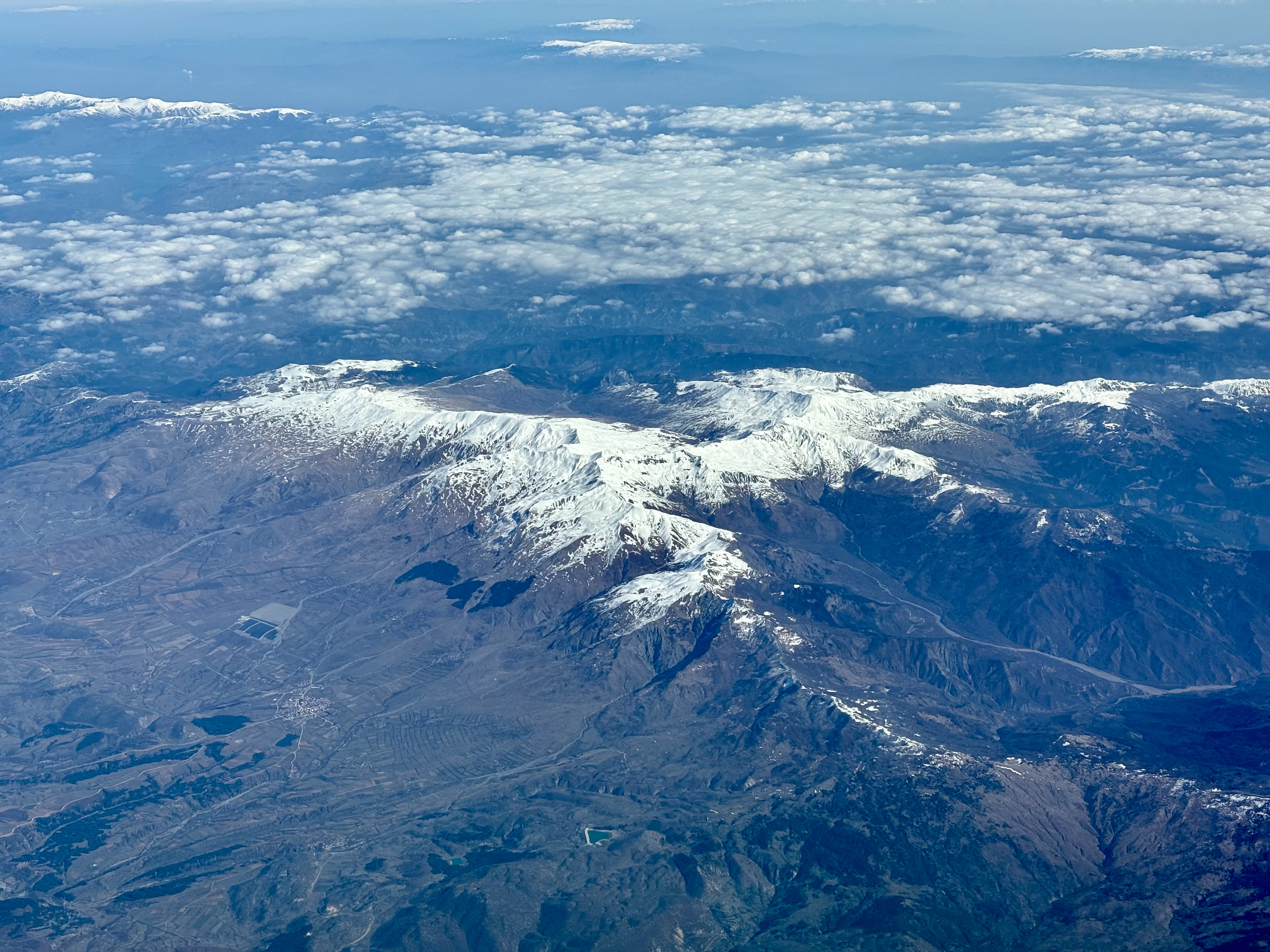
Vedere aeriană a munților

În partea albaneză, Gramos se află pe marginea estică a municipiului Kolonjë, mărginit la nord-vest de muntele Morava și la sud-est de Kamenik. Continuă dincolo de granița de stat, în Grecia, extinzându-se de-a lungul limitelor unităților regionale Ioannina și Kastoria, având ca vecini lanțul Smolikas la sud și Voio la est.

## Geologie
Masivul muntos este format în principal din fliș paleogen, cu cantități mai mici de fliș inferior și calcar, rezultând o structură tectonică complexă. La altitudini de peste 1.500–1.600 m (4.900–5.200 ft), se pot observa diverse forme glaciare, cum ar fi circuri și văi glaciare. Versanții vestici și nord-vestici ai muntelui dau naștere diferitelor ramuri ale râurilor Osum și Devoll. În schimb, versanții nord-estici și sudici sunt drenați de ramurile râurilor Aliakmonas și Sarantaporos.

## Biodiversitate
Pajiștile alpine prosperă în regiunile nordice și centrale, în timp ce partea sudică este caracterizată de păduri luxuriante de fag și conifere.